# Његошево (Бачка Топола)
Његошево је насеље у Србији у општини Бачка Топола у Севернобачком округу. Према попису из 2022. било је 417 становника.

## Демографија
У насељу Његошево живи 504 пунолетна становника, а просечна старост становништва износи 43,2 година (41,9 код мушкараца и 44,5 код жена). У насељу има 222 домаћинства, а просечан број чланова по домаћинству је 2,82.
Ово насеље је углавном насељено Србима (према попису из 2002. године), а у последња три пописа, примећен је пад у броју становника.
|  |

| Демографија | Демографија | Демографија |
| Година      | Становника  | Становника  |
| ----------- | ----------- | ----------- |
| 1948.       | 1.606       |             |
| 1953.       | 1.135       |             |
| 1961.       | 1.090       |             |
| 1971.       | 923         |             |
| 1981.       | 752         |             |
| 1991.       | 635         | 633         |
| 2002.       | 632         | 635         |
| 2011.       | 534         |             |

| Етнички састав према попису из 2002.‍ | Етнички састав према попису из 2002.‍ | Етнички састав према попису из 2002.‍ | Етнички састав према попису из 2002.‍ | Етнички састав према попису из 2002.‍ |
| ------------------------------------ | ------------------------------------ | ------------------------------------ | ------------------------------------ | ------------------------------------ |
|                                      |                                      |                                      |                                      |                                      |
| Срби                                 | Срби                                 |                                      | 540                                  | 85,44%                               |
| Мађари                               | Мађари                               |                                      | 58                                   | 9,17%                                |
| Југословени                          | Југословени                          |                                      | 20                                   | 3,16%                                |
| Хрвати                               | Хрвати                               |                                      | 5                                    | 0,79%                                |
| Црногорци                            | Црногорци                            |                                      | 4                                    | 0,63%                                |
| непознато                            | непознато                            |                                      | 0                                    | 0,0%                                 |

| Година пописа     | 1948. | 1953. | 1961. | 1971. | 1981. | 1991. | 2002. |
| ----------------- | ----- | ----- | ----- | ----- | ----- | ----- | ----- |
| Број домаћинстава | 370   | 263   | 289   | 287   | 227   | 215   | 222   |

| Број чланова      | 1  | 2  | 3  | 4  | 5  | 6  | 7 | 8 | 9 | 10 и више | Просек |
| ----------------- | -- | -- | -- | -- | -- | -- | - | - | - | --------- | ------ |
| Број домаћинстава | 61 | 54 | 36 | 37 | 16 | 12 | 2 | 2 | 1 | 1         | 2,82   |

| Пол    | Укупно | Неожењен/Неудата | Ожењен/Удата | Удовац/Удовица | Разведен/Разведена | Непознато |
| ------ | ------ | ---------------- | ------------ | -------------- | ------------------ | --------- |
| Мушки  | 270    | 104              | 137          | 21             | 8                  | 0         |
| Женски | 269    | 73               | 140          | 53             | 3                  | 0         |
| УКУПНО | 539    | 177              | 277          | 74             | 11                 | 0         |

| Пол    | Укупно                    | Пољопривреда, лов и шумарство | Рибарство                            | Вађење руде и камена | Прерађивачка индустрија       |
| ------ | ------------------------- | ----------------------------- | ------------------------------------ | -------------------- | ----------------------------- |
| Мушки  | 137                       | 104                           | 0                                    | 0                    | 14                            |
| Женски | 71                        | 48                            | 0                                    | 0                    | 7                             |
| УКУПНО | 208                       | 152                           | 0                                    | 0                    | 21                            |
| Пол    | Производња и снабдевање   | Грађевинарство                | Трговина                             | Хотели и ресторани   | Саобраћај, складиштење и везе |
| Мушки  | 1                         | 5                             | 5                                    | 0                    | 2                             |
| Женски | 0                         | 1                             | 4                                    | 0                    | 2                             |
| УКУПНО | 1                         | 6                             | 9                                    | 0                    | 4                             |
| Пол    | Финансијско посредовање   | Некретнине                    | Државна управа и одбрана             | Образовање           | Здравствени и социјални рад   |
| Мушки  | 0                         | 1                             | 2                                    | 0                    | 1                             |
| Женски | 0                         | 2                             | 2                                    | 1                    | 4                             |
| УКУПНО | 0                         | 3                             | 4                                    | 1                    | 5                             |
| Пол    | Остале услужне активности | Приватна домаћинства          | Екстериторијалне организације и тела | Непознато            | Непознато                     |
| Мушки  | 2                         | 0                             | 0                                    | 0                    | 0                             |
| Женски | 0                         | 0                             | 0                                    | 0                    | 0                             |
| УКУПНО | 2                         | 0                             | 0                                    | 0                    | 0                             |